# Medibank私人保險
Medibank私人保險，是澳洲政府擁有的一間私人保險公司。成立於1976年, 拥有40年的行业经验，是澳洲最大的保險公司。公司通过Medibank和ahm品牌为超过370万客户提供健康保险服务，同时提供旅行和宠物保险服务。此外，Medibank在澳大利亞提供一系列健康服務，包括精神健康、預防性和綜合性初級保健、非工作時間健康支持服務，並為6萬名澳大利亞國防軍和2萬名預備役提供醫保服務 。Medibank 2017-2018財年的營業收入達到69.064億澳元，總收入64.48億澳元。 截至2018年12月，公司市值约为66.1亿澳元。

## 公司历史

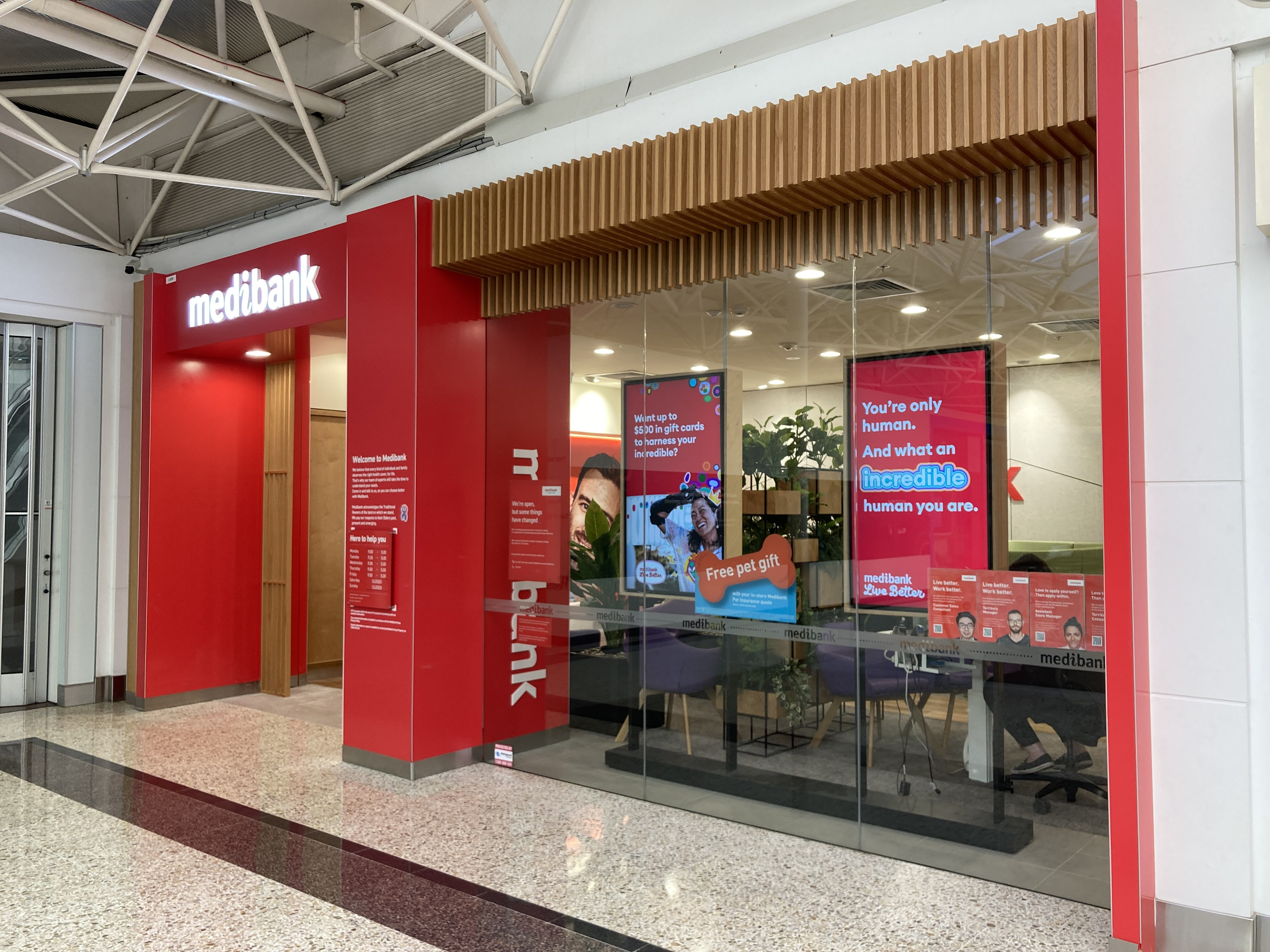
Medibank私人保險的辦事處

1976年，澳大利亞政府將Medibank Private設立為非營利性私人醫療保險公司，並在一年的時間內成為了澳洲第二大基金。 
1990年，Medibank Private與Health Australia合併，進一步擴大客戶群和地理位置。 
1997年，由聯邦政府註冊成立Medibank Private Limited。於1998年Medibank私人健康福利基金轉移到Medibank Private Limited；Medibank Private Limited作為Medibank Private的經營實體，聯邦政府為唯一股東。 
2010年，Medibank收購澳大利亞和新西蘭醫療服務提供商McKesson Australia Pacific和旅遊健康服務的提供商Carepoint。 
2012年，Medibank Health Solutions被委任為澳大利亞國防軍唯一的健康服務提供商。
2014年11月23日澳洲財政部，以每股2.15澳元出售約27億股Medibank股票，給機構投資人，籌得56.79億澳幣（49億美元）(382億港元)，創澳洲第二大首次公開發行股票（IPO）紀錄。Medibank ，11月25日將在澳洲證交所掛牌上市。

## 财务表现
公司2014-2018年整体业绩良好，收入和利润呈逐年上涨的趋势。销售收入从2014年的56.487亿澳元增长至2018年的63.195亿澳元；总收入从2014年的65.002亿澳元增长至2018年的70.193亿澳元；净利润从2014年的1.308亿澳元增长至2018年的4.451亿澳元。 （页面存档备份，存于）

## 负面新闻
- 澳洲竞争与消费者委员会曾对公司提出法律诉讼，指控其在未告知投保人的情况下大肆削减保险覆盖范围。
- 由于Medibank技术平台出现故障，导致不少客户报税延误。
- 因为对服务不满，Medibank医保公司2016全年达到10万人退保。[6]